# جوزپه پیرا
جوزپه پیرا (انگلیسی: Giuseppe Pira؛ زادهٔ ۱۳ ژوئیهٔ ۱۹۹۲) بازیکن فوتبال اهل ایتالیا است.